# Тридцать шесть бессмертных поэтов
«Тридцать шесть бессмертных» (яп. 三十六歌仙 Сандзю: роккасэн) — составленный в Средние века список величайших поэтов Японии. Существует также список величайших поэтесс периода Камакура, составленный из придворных дам (яп. 女房三十六歌仙 нё:бо: сандзю: роккасэн).

## Список поэтов
1. Какиномото-но Хитомаро 柿本 人麻呂
2. Ки-но Цураюки 紀 貫之
3. Осикоти-но Мицунэ 凡河内躬恒
4. Исэ 伊勢
5. Отомо-но Якамоти 大伴 家持
6. Ямабэ-но Акахито 山部 赤人
7. Аривара-но Нарихира 在原 業平
8. Хэндзё 遍昭
9. Сосэй 素性
10. Ки-но Томонори 紀 友則
11. Сарумару-но Тайфу 猿丸 大夫
12. Оно-но Комати 小野 小町
13. Фудзивара-но Канэсукэ 藤原 兼輔
14. Фудзивара-но Асатада 藤原 朝忠
15. Фудзивара-но Ацутада 藤原 敦忠
16. Фудзивара-но Такамицу 藤原 高光
17. Минамото-но Кинтада 源 公忠
18. Мибу Тадаминэ 壬生 忠岑
19. Сайгу-но Нёго 斎宮 女御 / Киси Дзёо 徽子 女王
20. Онакатоми-но Ёритомо 大中臣 頼基
21. Фудзивара-но Тосиюки 藤原 敏行
22. Минамото-но Сигэюки 源 重之
23. Минамото-но Мунэюки 源 宗于
24. Минамото-но Санэакира 源 信明
25. Фудзивара-но Киётада 藤原 清正
26. Минамото-но Ситаго 源 順
27. Фудзивара-но Окикадзэ 藤原 興風
28. Киёхара-но Мотосукэ 清原 元輔
29. Саканоуэ-но Корэнори 坂上 是則
30. Фудзивара-но Мотодзанэ 藤原 元真
31. Онакатоми-но Ёсинобу 大中臣 能宣
32. Фудзивара-но Накафуми 藤原 仲文
33. Тайра-но Канэмори 平 兼盛
34. Мибу-но Тадами 壬生 忠見
35. Кодай-но Кими 小大 君
36. Накацукаса 中務

## Список поэтесс
1. Оно-но Комати 小野 小町
2. Исэ 伊勢
3. Накацукаса 中務
4. Киси Дзёо 徽子女王
5. Укон 右近
6. Фудзивара-но Митицуна-но хаха (мать Фудзивары-но Митицуны) 藤原道綱母
7. Ума-но Найси 馬内侍
8. Акадзомэ Эмон 赤染 衛門
9. Идзуми Сикибу 和泉式部
10. Кодай-но Кими 小大君
11. Мурасаки Сикибу 紫式部
12. Косикубу-но Найси 小式部内侍
13. Исэ-но Тайфу 伊勢大輔
14. Сэй Сёнагон 清少納言
15. Дайни-но Самми 大弐三位
16. Такасина-но Киси 高階貴子
17. Юси Найсинно-кэ-но Кии 祐子内親王家紀伊
18. Сагами 相模
19. Сикиси-найсинно 式子内親王
20. Кунай-кё 宮内卿
21. Суо-но Найси 周防内侍
22. Фудзивара-но Тосинари-но мусумэ (дочь Фудзивары-но Тосинари) 藤原俊成女
23. Тайкэнмонъин-но Хорикава 待賢門院堀河
24. Гисюмонъин-но Танго 宜秋門院丹後
25. Каёмонъин-но Этидзэн 嘉陽門院越前
26. Нидзёин-но Сануки 二条院讃岐
27. Кодзидзю 小侍従
28. Готобаин-но Симоцукэ 後鳥羽院下野
29. Бэн-но Найдзи 弁内侍
30. Го-Фукакусаин-но Сёсё-но Найси 後深草院少将内侍
31. Импумонъин-но Тайфу 殷富門院大輔
32. Цутимикадоин-но Косайсё 土御門院小宰相
33. Хатидзёин-но Такакура 八条院高倉
34. Фудзивара-но Тикако 藤原親子
35. Сикикэнмонъин-но Микусигэ 式乾門院御匣
36. Сохэкимонъин-но Сёсё 藻璧門院少将